# Ropica japonica
Ropica japonica là một loài bọ cánh cứng trong họ Cerambycidae.